# L'eternità (Giorgia)
L'eternità un singolo della cantante italiana Giorgia, pubblicato l'8 settembre 2003 come terzo estratto dall'album Ladra di vento.

## Descrizione
La title track è stata composta da Tommy Barbarella. È contenuta anche nel suo live nell'MTV Unplugged in versione acustica. La canzone in chiave intimista e soft è dedicata a una persona scomparsa, ma che tuttora vive nel cuore dell'artista. È una intensa melodia d'amore, una ballata nella quale Giorgia fa sentire le note più calde della sua voce.

## Videoclip
Il video di questa canzone è diretto da Luca Tommassini, che aveva già diretto per la cantante romana Marzo e il duetto con Ronan Keating We've got tonight e, dopo qualche mese, dirigerà anche il video La gatta (sul tetto). 
Lo stesso Tommassini si è occupato delle coreografie del Ladra di vento tour 2003/2004.

## Tracce
Download digitale
1. L'eternità - 4:40 (Giorgia, Tommy Barbarella)